# 히가시야마타역
히가시야마타역(일본어: 東山田駅, ひがしやまたえき)은 일본 가나가와현 요코하마시 쓰즈키구에 있는 요코하마 시 교통국 그린 라인 (4호선)의 역이다. 역 번호는 G07이다. 스테이션 컬러는 역 일대의 밭과 과수원 등의 풍부한 자연과 대지를 감안하여 갈색■이다.

## 역 구조
섬식 승강장 1면 2선의 지하역이다. 개찰구는 지상에 있다.

### 승강장
| 승강장 | 노선      | 행선                     |
| ------ | --------- | ------------------------ |
| 1      | 그린 라인 | 센터 기타・나카야마 방면 |
| 2      | 그린 라인 | 히요시 방면              |

- 상기 표시된 노선명은 여객 안내 상의 명칭에서 기재되고 있다.

## 역 주변
- 제3게이힌 도로 쓰즈키 나들목
- 가나가와 현도 102호 에다쓰나시마 선
- 도큐 버스 히가시야마타 영업소
- 히가시야먀타 스포츠 회관
- 야먀타 신사
- 히가시야마타 향토 자료관
- 요코하마 시영 버스 신키타가와바시 회차소

## 역사
- 2008년 3월 30일: 요코하마 시영 지하철 그린 라인 개통과 동시에 영업 개시.
- 2012년 5월 1일: docomo Wi-Fi로, 무선 LAN서비스 개시.

## 사진

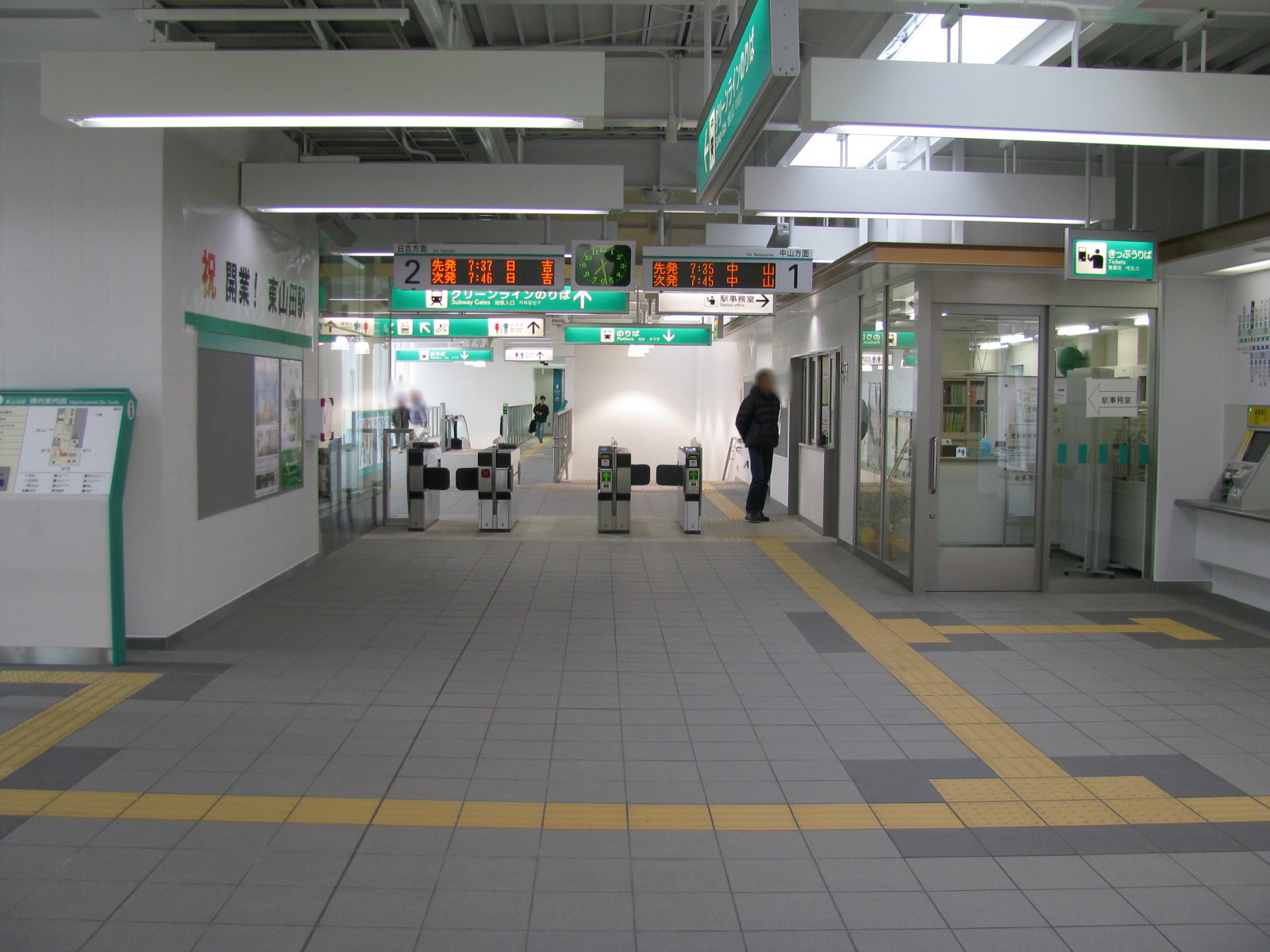
개찰구
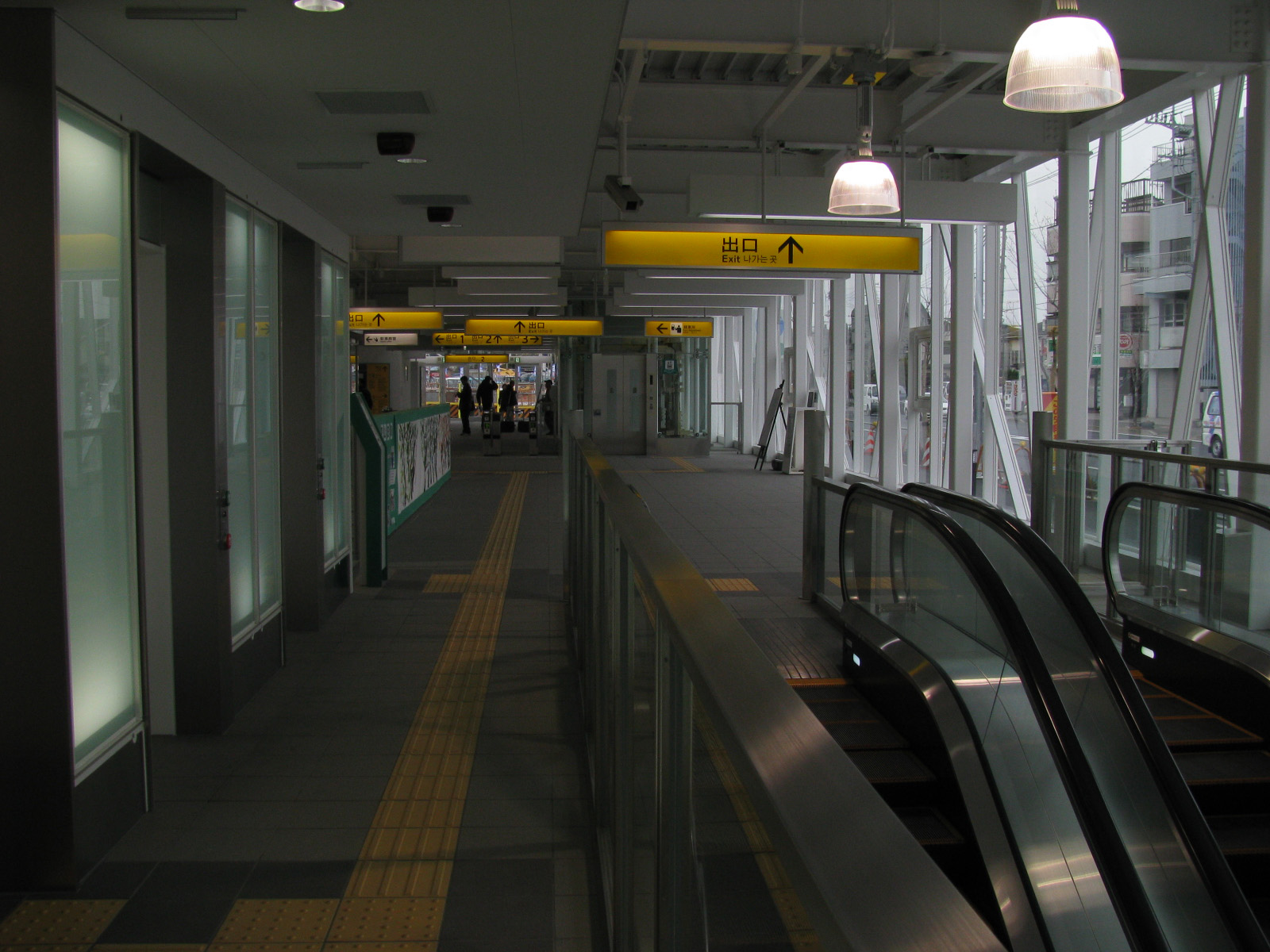
대합실 (출구 방향)

## 인접역
| 요코하마 시 교통국 지하철 그린 라인 | 요코하마 시 교통국 지하철 그린 라인 | 요코하마 시 교통국 지하철 그린 라인 |
| ----------------------------------- | ----------------------------------- | ----------------------------------- |
| G06 기타야마타 나카야마 방면        |                                     | 다카타 G08 히요시방면               |